# Sergio Peris-Mencheta
Luis Sergio Peris-Mencheta Barrio, meglio noto come Sergio Peris-Mencheta (Madrid, 7 aprile 1975), è un attore e regista teatrale spagnolo.

## Biografia
Dal 1997 a oggi, è apparso in oltre quaranta film. È noto per il ruolo di uno dei protagonisti della serie tv americana del 2017 Snowfall, in cui interpreta il personaggio di Gustavo "El Oso" Zapata, un ex wrestler divenuto sicario nel traffico di droga. È apparso nel 2023 nel film Shark 2 - L'abisso, nel ruolo dello spietato mercenario Montes.

## Filmografia parziale

### Cinema
- Marinai perduti (Les Marins perdus), regia di Claire Devers (2003)
- Earth's Skin (2004)
- The Borgia (2006)
- His Majesty Minor (2007)
- Resident Evil: Afterlife (2010)
- Love Ranch (2010)
- La vita in un attimo (Life Itself), regia di Dan Fogelman (2018)
- Rambo: Last Blood, regia di Adrian Grunberg (2019)
- Shark 2 - L'abisso (Meg 2: The Trench), regia di Ben Wheatley (2023)

### Televisione
- Isabel (2012)
- Snowfall (2017)
- La cattedrale del mare (2018)

## Doppiatori italiani
Nelle versioni in italiano dei suoi film, Sergio Peris-Mencheta è stato doppiato da:
- David Chevalier in Resident Evil: Afterlife, Shark 2 - L'abisso
- Nanni Baldini in Agents Secrets
- Alberto Bognanni in Rambo: Last Blood
- Riccardo Scarafoni in Snowfall
- Francesco De Francesco in Xtremo